# Helmuitbreekkommetje
Het helmuitbreekkommetje (Pyrenopeziza arenivaga) is een schimmel uit de familie Ploettnerulaceae. Het leeft saprotroof op dood blad van helm (Ammophila arenaria).

## Verspreiding
In Nederland komt het helmuitbreekkommetje uiterst zeldzaam voor.